# パタ・ネグラ
パタ・ネグラ（Pata Negra）は、スペインのフラメンコ・ブルース・バンドで、前バンドであるヴェネーノ（Veneno）解散後、レイムンド・アマドル（シンガー兼ギタリスト、1959年、セビリア生まれ）と、ラファエル・アマドル（ギタリスト兼カンタオール、1960年、セビリア生まれ）の兄弟によって結成された。フラメンコ・ヌーヴォーとブルースに基づいた派生リズムのスタイルは「ブルーズレリア (Blueslería)」と名付けられ、他のモダンなフラメンコ音楽バンドに影響を与えた。パタ・ネグラとしてのアマドル兄弟は、1978年から1989年までの間に5枚のレコードを録音した。

## ディスコグラフィ

### アルバム
- Pata Negra (1981年、Mercury)
- Rock gitano (1982年、Mercury)
- 『ギターラス・カジェヘーラス』 - Guitarras callejeras (1985年、Nuevos Medios) ※1978年録音
- 『辺境のブルース』 - Blues de la frontera (1987年、Nuevos Medios)
- Inspiración y locura (1990年、Nuevos Medios)
- El directo (1994年、Nuevos Medios) ※1989年録音
- Como una vara verde (1995年、BMG Latin)

### コンピレーション・アルバム
- Arte Flamenco (1994年)
- Rock gitano (nuevas mezclas) (1994年)
- Best of Pata Negra (1998年)
- Pata Negra (2002年)

### サウンドトラック
- Bajarse al moro (1989年)